# تپه دال باغ
تپه دال باغ در شهرستان قزوین، بخش طارم سفلی، روستای اردک واقع شده و این اثر در تاریخ ۲۸ فروردین ۱۳۸۰ با شمارهٔ ثبت ۳۷۳۴ به‌عنوان یکی از آثار ملی ایران به ثبت رسیده است.